# Квасув
Квасув (пол. Kwasów) — село в Польщі, у гміні Пацанув Буського повіту Свентокшиського воєводства.
Населення — 212 осіб (2011).
У 1975-1998 роках село належало до Келецького воєводства.

## Демографія
Демографічна структура на день 31 березня 2011 року:
|          | Загалом | Допрацездатний вік | Працездатний вік | Постпрацездатний вік |
| -------- | ------- | ------------------ | ---------------- | -------------------- |
| Чоловіки | 98      | 12                 | 72               | 14                   |
| Жінки    | 114     | 24                 | 63               | 27                   |
| Разом    | 212     | 36                 | 135              | 41                   |